# Victor Child Villiers (7e comte de Jersey)
Pour les articles homonymes, voir Villiers.
Victor Albert George Child Villiers, 7e comte de Jersey, (20 mars 1845 - 31 mai 1915) est un banquier britannique, homme politique conservateur et administrateur colonial de la famille Villiers. Il est gouverneur de Nouvelle-Galles du Sud entre 1891 et 1893. 

## Jeunesse et éducation
Né à Berkeley Square, Londres, il est le fils aîné de George Child Villiers (6e comte de Jersey), et Julia Peel, fille du Premier ministre Robert Peel. Il fait ses études au Collège d'Eton et à Balliol College, Oxford. Il succède à son père en octobre 1859, à l'âge de 14 ans, qui n'a survécu à son père que trois semaines. Il devient le propriétaire principal de la société bancaire familiale Child &amp; Co. . 

## Carrière politique
Il est Lord-in-waiting (whip du gouvernement à la Chambre des Lords) entre 1875 et 1877 dans l'administration conservatrice de Benjamin Disraeli. Il retourne au gouvernement en 1889 lorsque Lord Salisbury le nomme Paymaster-General, poste où il reste jusqu'en 1890. La dernière année, il est admis au Conseil privé et fait Chevalier Grand-Croix de l'Ordre de St Michael et St George (GCMG). 
En août 1890, Il est nommé Gouverneur de Nouvelle-Galles du Sud. Il arrive en Australie pour prendre ses fonctions en janvier 1891. Selon le Australian Dictionary of Biography, il n'y a aucune difficulté politique majeure pendant son mandat. Il est décrit par Henry Parkes comme "aimable et bien intentionné", mais "très occupé par sa propre famille". Il "n'a pas excellé en tant qu'orateur". Il est l'hôte officiel de la Convention nationale australasienne de 1891 à Sydney. Il démissionne dès novembre 1892, invoquant des affaires urgentes. Cela ne s'est pas bien passé avec le Colonial Office à Londres. Lord Salisbury pense que Jersey a constaté qu'il y avait "moins de pouvoir individuel dans son poste qu'il ne l'imaginait". Jersey lui-même écrit au secrétaire aux Colonies: "les devoirs et les responsabilités d'un gouverneur ne peuvent guère être considérés comme sérieux aujourd'hui étant principalement de caractère social". Il quitte l'Australie en mars 1893. 
Il représente le Royaume-Uni à la Conférence coloniale de 1894 à Ottawa, Canada. Il est également agent général de la Nouvelle-Galles du Sud à Londres entre 1903 et 1905 et, grâce à ses liens avec les institutions bancaires, aide les négociations de prêt de l'État. Il visite à nouveau l'Australie en 1905 et le Premier ministre Alfred Deakin envisage de le nommer le premier haut-commissaire de l'Australie à Londres, bien que rien n'en soit sorti. 
Il est le filleul de la reine Victoria, qui a accepté en gage d'amitié avec Robert Peel, Premier ministre, qui est le grand-père de Lord Jersey (sa mère, la 6e comtesse, étant Julia Peel).

## Autres postes publics
Le 18 juin 1875, le comte est nommé colonel honoraire des 1ers volontaires de l'artillerie du Glamorganshire. Lord Jersey est Lord Lieutenant de l'Oxfordshire à partir de 1877 et à partir de 1885 est également lieutenant-adjoint du Warwickshire et juge de paix pour le Warwickshire et l'Oxfordshire. Il est trésorier général de 1889 à 1890.  
De 1896 à 1905, il est président de la Commission des chemins de fer légers. Il est fait Chevalier Grand-Croix de l'Ordre du Bain dans les honneurs d'anniversaire de 1900. 

## Franc-maçonnerie
Franc-maçon, il est initié le 25 octobre 1865 à l'Apollo University Lodge n ° 357 à l'âge de 20 ans. En décembre 1865, il passe au Churchill Lodge no 478 et en février 1866, il passe dans la loge mère. En 1870, il est nommé grand gardien principal de la Grande Loge unie d'Angleterre et sert pendant un an. En 1885, il est nommé grand maître provincial de l'Oxfordshire. Lorsqu'il devient gouverneur de la Nouvelle-Galles du Sud, il est membre de la loge ionique n ° 65. Le 11 juin 1891, il est installé grand maître de la Grande Loge de Nouvelle-Galles du Sud,.

## Famille

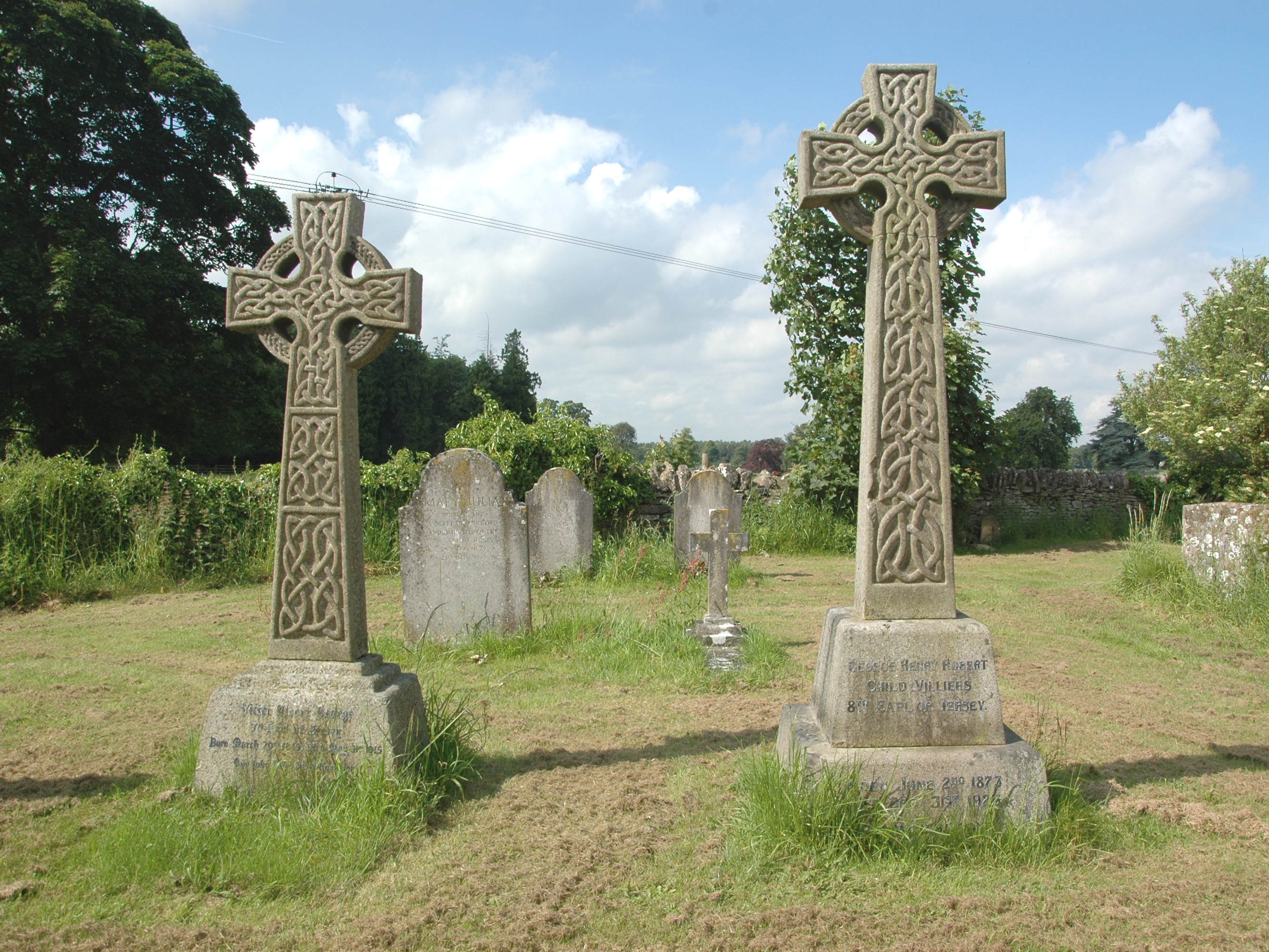
Tombes des 7e (gauche) et 8e (droite) comtes de Jersey dans le cimetière paroissial de la Toussaint, Middleton Stoney, Oxfordshire

Lord Jersey épouse Margaret Elizabeth Leigh (29 octobre 1849-22 mai 1945), fille de William Leigh (2e baron Leigh), le 19 septembre 1872. Ils ont six enfants: 
- George Child Villiers (8e comte de Jersey) (1873-1923)
- Margaret Child Villiers (1874-1874), décédée en bas âge.
- Margaret Child Villiers (1875–1959), épouse Walter Rice (7e baron Dynevor).
- Mary Julia Child Villiers (1877-1933), épouse Thomas Pakenham (5e comte de Longford).
- Beatrice Child Villiers (1880-1970), épouse Edward Plunkett, 18e baron de Dunsany.
- Arthur George Child Villiers (1883–1969)[2]

Ayant subi un accident vasculaire cérébral en 1909, Lord Jersey est décédé à Osterley Park, Middlesex, en mai 1915, à l'âge de 70 ans. Son fils aîné, George lui succède . La comtesse de Jersey survit à son mari de 30 ans et est décédée à Middleton Park, Oxfordshire, en mai 1945, à l'âge de 95 ans. 